# Класифікація Карнегі установ вищої освіти
Класифікація Карнегі установ вищої освіти — базова основа для класифікації (групування) коледжів та університетів США, призначена для подальших освітніх досліджень та аналізів, для яких часто має значення ідентифікація груп непорівнянних установ. Класифікація охоплює всі акредитовані коледжі з видачею диплому та університети США, що дають дипломи, які представлені в Інтегрованій базі даних вищої освіти (IPEDS), Національного центру освітньої статистики.
Класифікація Карнегі була створена Фондом Карнегі щодо поліпшення викладання в 1973 році. Доповіді з класифікацій вузів були випущені в 1973, 1976, 1987, 1994 і 2000 роках. Остання доповідь, випущена у 2005 році, мала істотно перероблену систему класифікації. Вона ґрунтувалася на даних 2002–2004 навчальних років.
8 жовтня 2014 Фонд Карнегі передав відповідальність за Класифікацію Карнегі Установ Вищої Освіти в Центр Вищих Досліджень Індіанського університету шкільної освіти в Блумінгтоні, штат Індіана. Класифікація як і раніше збереже ім'я Карнегі, яке Центр Вищих Досліджень прийме 1 січня, 2015 року. Повідомлення про зміну було представлено в заяві, в якій говорилося, що класифікації повинні бути введені в січні 2015 року.

## Загальний опис
Інформація, використана в даній класифікації, взята переважно з IPEDS і Ради коледжів США. Класифікації конкретних вузів можна подивитися на сайті Фонду Карнегі [Архівовано 30 Березня 2016 у Wayback Machine.].

## Основна класифікація
Кількість університетів в кожній категорії вказано у дужках.

### Докторські університети

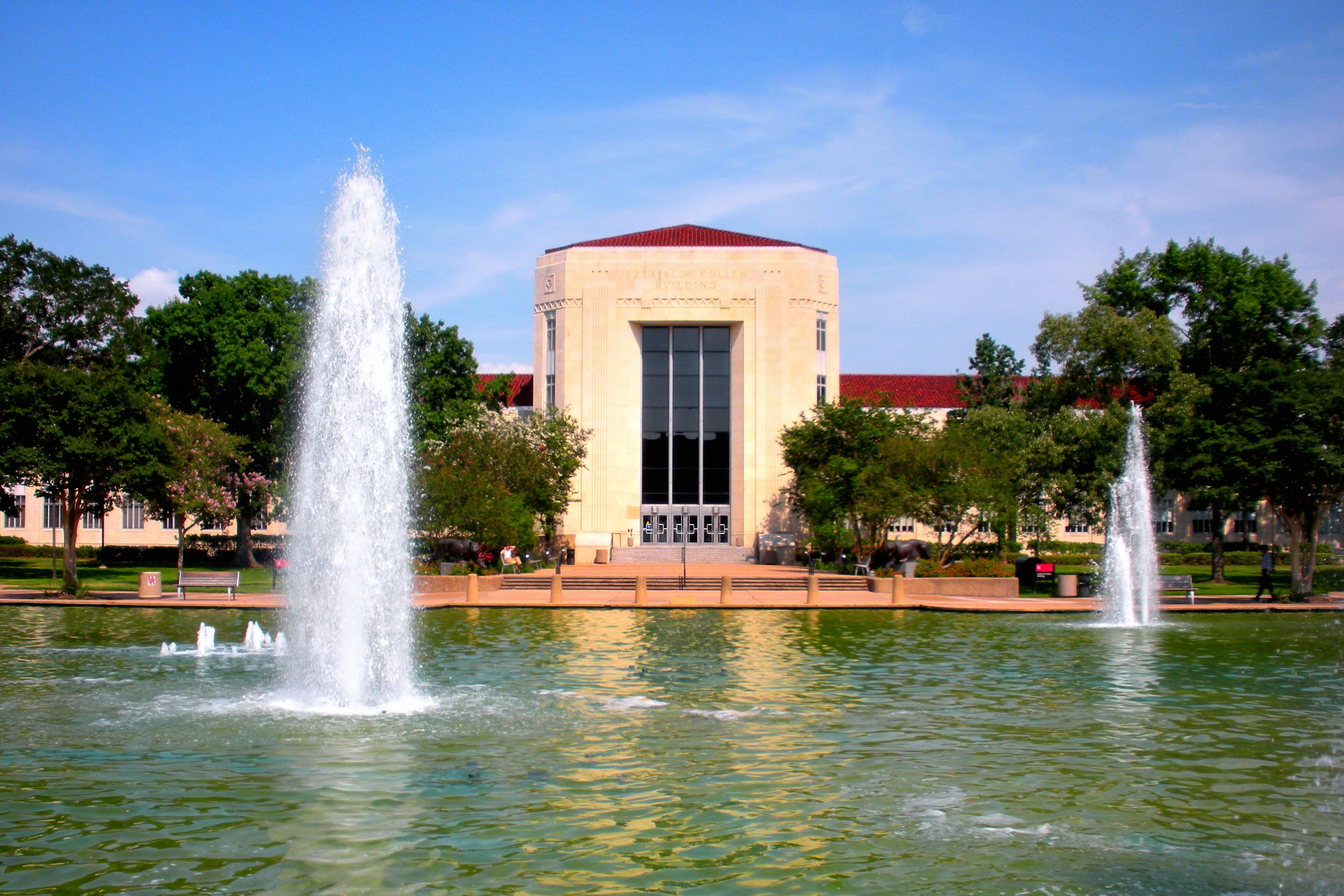
Хьюстонський університет

Докторські університети — установи, які вручили як мінімум 20 ступенів доктора філософії в 2003–2004 навчальному році. Ці університети надалі класифікуються за рівнем наукової діяльності, вимірюються грошовими витратами на науку, кількістю нагороджених докторів, кількістю наукових факультетів та іншими факторами. Детальніший список шкіл можна знайти в Списку дослідницьких університетів Сполучених Штатів Америки.
- Дослідницькі університети (дуже висока наукова активність)
- Дослідницькі університети (висока наукова активність)
- Докторські/дослідницькі університети

### Магістерські коледжі та університети
Магістерські коледжі та університети — установи, які вручили як мінімум 50 ступенів магістра в 2003–2004 навчальному році, але не більше 20 ступенів доктора філософії.
- Магістерські коледжі та університети (великий випуск — вручається як мінімум 200 ступенів магістрів)
- Магістерські коледжі та університети (середній випуск — вручається 100–199 ступенів магістрів)
- Магістерські коледжі та університети (малий випуск — вручається 50–99 ступенів магістрів)

### Бакалаврські коледжі
Бакалаврські коледжі — установи, в яких ступені бакалаврів вручаються як мінімум 10 % випускників, і в яких вручається не більше 50 ступенів магістрів (для 2003-04 навчального року).
- Бакалаврські коледжі — мистецтв і наук
- Бакалаврські коледжі — різні галузі
- Бакалаврські/Професійно-технічні коледжі

### Професійно-технічні коледжі
Професійно-технічні коледжі (від англ. Associate's Colleges) — установи, в яких вручається ступінь «молодших спеціалістів» (від англ. Associate degree), але кількість випущених бакалаврів не перевищує 10% випускників у 2003–2004 навчальному році.
Ступінь «молодшого спеціаліста» (від англ. Associate degree) передбачає дворічне навчання по прикладним програмам у коледжі. В американській системі ступінь «молодшого спеціаліста» не рахується ступенем вищої освіти, що передбачає як мінімум ступінь бакалавра, але тим не менш входить до Класифікації Карнегі. У Росії ступінь «молодшого спеціаліста» близька до диплома(середньої професійної освіти), навчання за яким може варіюватися від 2 до 4 років залежно від спеціальності. У Росії чотирирічне навчання за програмами середньої професійної освіти передбачається для студентів, що одержали неповну середню освіту, тоді як дворічне — для студентів з повною середньою освітою, але за деякими спеціальностями можуть бути винятки.
- Професійно-технічні коледжі — державні сільські малі
- Професійно-технічні коледжі — державні сільські середні
- Професійно-технічні коледжі — державні сільські великі
- Професійно-технічні коледжі — державні приміські з невеликим кампусом
- Професійно-технічні коледжі — державні приміські з великим кампусом
- Професійно-технічні коледжі — державні міські з невеликим кампусом
- Професійно-технічні коледжі — державні міські з великим кампусом
- Професійно-технічні коледжі — державні профільні
- Професійно-технічні коледжі — приватні некомерційні
- Професійно-технічні коледжі — приватні комерційні
- Професійно-технічні коледжі — державні дворічні при університетах
- Професійно-технічні коледжі — державні чотирирічні, переважно професійно-технічні
- Професійно-технічні коледжі — приватні некомерційні чотирирічні, переважно професійно-технічні
- Професійно-технічні коледжі — приватні комерційні чотирирічні, переважно професійно-технічні

### Профільні установи
Профільні установи — установи, в яких вручається ступінь бакалаврів та магістрів з однієї галузі (профіля) або за кількома пов'язаними галузями. Установи отримують цю категорію, якщо концентрація випускників за однією галуззю перевищує 80% від усіх бакалаврів та магістрів. У деяких випадках ця умова послаблюється за рішенням річного дослідження Ради коледжів, або якщо акредитація вузу була отримана від органу, пов'язаного зі спеціальними галузями.
- Теологічні семінарії, Біблійні коледжі[en] та інші релігійні установи
- Медичні школи та центри
- Інші здравоохоронні установи
- Інженерні школи
- Інші технологічні школи
- Школи бізнес-адміністрування
- Школи мистецтв, музики та дизайну
- Юридичні школи
- Інші спеціальні установи

### Племінний коледж
Племінні коледжі є установами Американського індіанського консорціуму вищої освіти.
- Племінні коледжі та університети[en]

### Без класифікації
У США існує 26 закладів вищої освіти, що не увійшли в основну класифікацію.

## Передбакалаврські навчальні програми
Передбакалаврські навчальні програми включають в себе як програми на ступінь бакалавра, так і програми на ступінь «молодшого спеціаліста». Класифікація передбакалаврських навчальних програм складається з частки студентів, що навчаються мистецтвам та наукам на прикладних курсах за професійними галузями (як визначено в Класифікації навчальних програм (CIP)) та збігів програм на передбакалаврському та постбакалаврскому рівнях.

### Мистецтво та наука та прикладні області
Установи, які пропонують постбакалаврські та професійні програми (як, наприклад, юридичні школи), але не вручають докторські ступені, належать до «постбакалаврських» програм вищої освіти. Ці програми класифікуються за галузями, по яким видані магістерські ступені.
- Тільки професійно-технічні: вручається тільки ступінь молодшого спеціаліста
- Домінуючі професійно-технічні: вручається декілька ступенів бакалавра, але більшість отримують ступінь молодшого спеціаліста
- Мистецтво та переважно наука: принаймні 80 % студентів отримують ступені бакалавра в мистецтві і науці
- Мистецтво та наука + Професії: між 80 % та 59 % студентів отримують ступені бакалавра в мистецтві і науці
- Збалансоване мистецтво та наука/професії: між 41 % та 59 % студентів отримують ступені бакалавра в кожній сфері
- Професії + Мистецтво та наука: між 80 % та 59 % студентів отримують ступіні бакалавра в професіональній сфері
- Переважно професії: принаймні 80 % студентів отримують ступені бакалавра в професіональній сфері

### Вища Сумісність
Рамки класифікують установи, які базуються на програмах бакалавріату та магістратури (обумовлені чотиризначним CIP).
- Без сумісності: немає програм сумісності
- Трохи сумісності: деякі програми магістратури співіснують з програмами бакалавріату, але таких програм менше половини
- Висока сумісність: принаймні половина з програм магістратури співіснує з програмами бакалавріату

## Вища навчальна програма
Вища навчальна класифікуюча програма вказує на те, що чи видає установа магістратуру або магістратуру чи докторантуру і в яких основних категоріях переважно присвоюються вчені ступені. Установи, які не надають вчених ступенів не класифікують за цією схемою.

### Постбакалаврскі навчальні програми
Установи, які пропонують освіту і професійні програми (такі як юридичні школи), але не присуджують докторантуру, класифікуються як ті, що мають пост-бакалаврські програми аспірантури. Ці програми класифікуються в галузях, в яких видаються дипломи.
- Одиночний постбакалавріат (освіта): пропонує курси лише за освітою
- Одиночний постбакалавріат (бізнес): пропонує курси лише по бізнесу
- Одиночний постбакалавріат (інші галузі): пропонує курси лише в галузях, відмінних від освіти та бізнесу
- Комплексний постбакалавріат: пропонує курси в гуманітарних, соціальних, технічних та інженерних науках, медицині, і в інших професійних галузях
- Постбакалавріат з переважанням мистецтва та науки: пропонує курси лише по мистецтву та науці
- Постбакалавріат з мистецтвом та наукою (перевага в освіті): пропонує курси переважно з мистецтва та науки з деякими курсами за освітою
- Постбакалавріат з мистецтвом та наукою (перевага в бізнесі): пропонує курси переважно з мистецтва та науки з деякими курсами по бізнесу
- Постбакалавріат з мистецтвом та наукою (перевага в інших галузях): пропонує курси переважно з мистецтва та науки з деякими курсами в галузях, відмінних від освіти та бізнесу
- Професійний постбакалавріат (перевага в освіті): пропонує курси переважно в професійних областях з деякими курсами за освітою
- Професійний постбакалавріат (перевага в бізнесі): пропонує курси переважно в професійних областях з деякими курсами по бізнесу
- Професійний постбакалавріат (перевага в інших областях): пропонує курси переважно в професійних областях з деякими курсами в областях, відмінних від освіти та бізнесу

### Докторські навчальні програми
Установи, в яких є видача докторського ступеня, у тому числі медичні та ветеринарні, класифікуються за галузями, по яких вручаються ступені.
- Одиночна докторантура (освіта): присуджує докторські ступені лише в освіті.
- Одиночна докторантура (інші області): присуджує докторські ступені лише в одній будь-якій іншій галузі.
- Комплексна докторантура, включаючи медичні/ветеринарні галузі: присуджує докторські ступені в гуманітарних, соціальних, технічних, інженерних та медичних науках; присуджує докторські ступені в одній або багатьох професійних галузях; присуджує медичні та ветеринарні докторські ступені.
- Комплексна докторантура, без медичних/ветеринарних галузей: присуджує докторські ступені в гуманітарних, соціальних, технічних, інженерних та медичних науках; присуджує докторські ступені в одній або багатьох професійних областях; не присуджує медичні та ветеринарні докторські ступені.
- Докторантура з переважанням гуманітарних та соціальних наук: велика частина докторських ступенів присуджується з гуманітарних та соціальних наук.
- Докторантура з переважанням технічних, інженерних та медичних наук: велика частина докторських ступенів присуджується з технічних, інженерних та медичних наук.
- Докторантура з переважанням професійних областей: більша частина докторських ступенів присуджується за професійними областями, відмінними від інженерних наук.

## Дипломний профіль
Дипломний профіль (від англ. Enrollment profile) установ визначається за найвищим присудженням ступеня; відношенню кількості передбакалаврських студентів до постбакалаврських. Склад студентів:
- Виключно передбакалаврський в дворічних установах: студентам не присуджується ступінь бакалавра і вище
- Виключно передбакалаврський в чотирирічних установах: студентам присуджується лише ступінь бакалавра
- Дуже висока частка передбакалаврських студентів: менше 10% студентів мають ступінь бакалавра і вище
- Висока частка передбакалаврських студентів: від 10% до 25% студентів мають ступінь бакалавра і вище
- Переважно передбакалаврські студенти: від 25% до 50% студентів мають ступінь бакалавра і вище
- Переважно постбакалаврські студенти: менше 50% студентів не мають ступінь бакалавра і вище
- Виключно постбакалаврські студенти: студентам присуджується ступінь вище бакалавра (магістр, доктор наук)

## Передбакалаврський профіль
Передбакалаврський профіль (від англ. Undergraduate profile) установ визначається згідно за часткою заочних студентів (з частковою навчальною зайнятістю) до очних студентів (з повною навчальною зайнятістю); набору студентів установами; частки студентів, що навчаються в університеті.

### Навчальна зайнятість
Навчальна зайнятість установ визначається за часткою студентів (з частковою навчальною зайнятістю) до кількості очних студентів (студентів, що претендують на ступінь бакалавра, у разі чотирирічних установ).
- PT2: висока частка студентів з частковою зайнятістю в дворічних установах: більше 60% студентів у дворічній установі — з частковою зайнятістю.
- Mix2: змішана частка студентів з частковою та повною зайнятістю в дворічних установах: від 39% до 60% студентів у дворічній установі — з частковою зайнятістю.
- MFT2: середня частка студентів з повною зайнятістю в дворічних установах: від 60% до 90% студентів у дворічній установі — з повною зайнятістю.
- FT2: висока частка студентів з повною зайнятістю в дворічних установах: більш 90% студентів у дворічній установі — з повною зайнятістю.
- PT2: висока частка студентів з частковою зайнятістю в чотирирічних установах: більше 39% студентів в чотирирічній (і вище) установі — з частковою зайнятістю.

### Відбір
Відбір визначається оцінками SAT і ACT студентів, прийнятих на перший курс. У цю класифікацію потрапляють лише чотирирічні (і вище) установи. Станом на 2010 рік випуску критерії були наступними:
- Інклюзивний: прийняті студенти мають середню оцінку ACT-еквівалента менше 18 балів.
- Селективний: прийняті студенти мають середню оцінку ACT-еквівалента між 18 і 21 балами.
- Високо-селективний: прийняті студенти мають середню оцінку ACT-еквівалента більше 21 бала.

### Перехід студентів
Перехід студентів (від англ. Transfer origin) визначається відсотком студентів, які перейшли в бакалавріат цієї ж установи; в цю класифікацію потрапляють лише чотирирічні (і вище) установи.
- Низький перехід: менше 20 % студентів переходять в бакалавріат цієї установи.
- Високий перехід: більше 20 % студентів переходять в бакалавріат цієї установи.

## Кількість студентів та їх локальний статус
Кількість студентів та їх локальний статус (від англ. Size and setting) класифікують установи по кількості студентів і по відсотку студентів, які проживають в кампусах. Тільки установи вищої, професійної та профільної освіти не класифікуються за кількістю студентів та їх локальним статусом.

### Кількість студентів
Кількість студентів визначається за кількістю студентів з повною навчальною зайнятістю, а точніше його еквіваленту (від англ. Full-time Equivalent, FTE). FTE розраховується підсумовуванням кількості студентів з повною зайнятістю до однієї третини студентів з частковою навчальною зайнятістю. 2-літні установи класифікуються за іншою шкалою, ніж 4-річні (і вище) коледжі.
- Дуже малі 2-річні установи: менше 500 студентів відвідують ці 2-річні установи.
- Малі 2-річні установи: від 500 до 2.000 студентів відвідують ці 2-річні установи.
- Середні 2-річні установи: від 2.000 до 5.000 студентів відвідують ці 2-річні установи.
- Великі 2-річні установи: від 5.000 до 10.000 студентів відвідують ці 2-річні установи.
- Дуже великі 2-річні установи: більше 10.000 студентів відвідують ці 2-річні установи.
- Дуже малі 4-річні установи: менше 1.000 студентів відвідують ці 4-річні установи.
- Малі 4-річні установи: від 1.000 до 3.000 студентів відвідують ці 4-річні установи.
- Середні 4-річні установи: від 3.000 до 10.000 студентів відвідують ці 4-річні установи.
- Великі 4-річні установи: більше 10.000 студентів відвідують ці 4-річні установи.

### Локальний статус
Локальний статус (від англ. Setting) визначається за відсотком студентів з повною навчальною зайнятістю, які проживають в кампусі. 2-літні установи не класифікуються за цією ознакою.
- Переважно місцеві: менше 25% студентів живе в кампусі, або менш 50% прийнятих студентів з повною навчальною зайнятістю переважно місцеві.[10]
- Переважно немісцеві: більше 25% студентів живе в кампусі, і від 50% до 80% прийнятих студентів з повною навчальною зайнятістю — немісцеві.
- Більшість немісцеві: більше 50% студентів живе в кампусі, і більше 80% прийнятих студентів з повною навчальною зайнятістю — немісцеві.[10]

## Видання 2005
На відміну від попередніх класифікацій, схема класифікації 2005 року забезпечує «…набір з декількох паралельних класифікацій.» За словами Олександра С. МакКормік, старшого наукового співробітника Фонду Карнегі щодо поліпшення викладання та директора проекту за класифікаціями, «П'ять нових класифікацій організовані навколо трьох центральних питань: 1) Чого навчають, 2) кого, і 3) в якому локальному статусі?» На додаток до нової класифікації категорій, які раніше використовувалася, класифікаційна схема («базова класифікація») була переглянута.
Фонд Карнегі також розробляє одну, або більше добровільних схем класифікації, які засновані на даних, представлених установами. Перші фокусуються на пропагандистській діяльності та залученням громадськості, а другий на «…як установи прагнуть аналізувати, розуміти та поліпшити вищу освіту.»
Фонд Карнегі не має жодних планів випускати друковані видання класифікацій. Їх вебсайт [Архівовано 30 Березня 2016 у Wayback Machine.] має кілька інструментів, які дозволяють дослідникам та адміністраторам переглядати ревізії класифікацій.

### Зміни в базовій класифікації
«Основна класифікація» є оновленням оригінальної схеми класифікацій. На додаток до зміни назв деяких категорій, ревізії 2005 року відрізняються від попередніх видань. Вони діляться на:
1. Це було засновано на основах робіт Stephen Katsinas, Vincent Lacey, та David Hardy в Університеті Алабами. Оновлення роботи було профінансоване в 1990 Фондом Форда.
2. Призначення категорії докторської і надання установам відповідно до їх рівня науково-дослідної діяльності. Цей рівень розраховується з використанням декількох заходів: фінансових та інших.
3. Спрощує вимір докторських ступенів, що видаються.
4. Ділити коледжі та університети у трьох категоріях магістра на основі кількості ступенів магістра.
5. Змінено критерії, що відокремлюють установи магістра та бакалавра. Установи раніше класифіковані як Коледжі та Університети останнім часом класифікуються як бакалаврські коледжі.
6. Розбиває категорію «Школи техніки та технології» на дві категорії та усуває категорію коледжі.
7. Заходи та класифікації послуг академій і використання тих же критеріїв, що й інші установи.

## Попередні випуски
До видання 2000 року, Фонд Карнегі класифікував докторські надання установам відповідно до кількості федерального фінансування, яке вони отримали. Видання 2005 класифікує докторські установи відповідно до їх науково-дослідної підтримки, але використовує більш складну формулу, ніж використовувався в попередніх виданнях. Незважаючи на те, що це видання більше не використовується Фондом Карнегі, дескриптор досліджень як і раніше широко використовується у відношенні університетів з найбільшими науково-дослідними бюджетами, найчастіше самими установами в своїх рекламних матеріалах.